# Elia Ravelomanantsoa
Elia Ravelomanantsoa (Tananarive, 1960) est une femme d'affaires et femme politique malgache.

## Biographie
Elle est fondatrice du festival de mode Manja et présidente des Femmes entrepreneurs de Madagascar. Elle est également la vice-présidente du Carrefour des entrepreneurs français. Sa renommée dans le monde économique lui a valu en 2004 d'être élevée au rang d'administratrice du Global Congress of Black Women qui a son siège à Houston (États-Unis). Elle est la première femme d'origine malgache à accéder à une telle fonction.
Elle dirige la société Synergy-FCB, spécialisée dans la communication et l'événementiel.
Elle est candidate à l'élection présidentielle de 2006 et termine à la 7e place avec 2,56 % des voix.
Elle est membre du parti politique Madagasikarantsika et est une sympathisante du bureau local de l'UMP à partir de 2011.
Elle occupe de novembre 2011 à avril 2014, le poste de ministre de la Culture et du Patrimoine au sein du gouvernement d'union nationale de Jean-Omer Beriziky.

## Son enfance
Fille d'un militaire malgache, Elia Ravelomanantsoa pratique couramment les dialectes antanosy, sakalava et betsimisaraka.